# Cantonul Gaillac
Cantonul Gaillac este un canton din arondismentul Albi, departamentul Tarn, regiunea Midi-Pyrénées, Franța.

## Comune
- Bernac
- Brens
- Broze
- Castanet
- Cestayrols
- Fayssac
- Gaillac (reședință)
- Labastide-de-Lévis
- Lagrave
- Montans
- Rivières
- Senouillac